# Marconiplein (stacja metra)
Marconiplein – stacja metra w Rotterdamie, położona na linii A (zielonej), B (żółtej) i C (czerwonej). Została otwarta 25 kwietnia 1986. Stacja znajduje się na granicy dzielnic Spangen i Bospolder/Tussendijken, pod Marconiplein.